# Peter Wylde
Peter Wylde (Boston, 30 juli 1965) was een Amerikaans springruiter en olympisch kampioen. Op de Olympische Spelen van 2004 in Athene behaalde hij samen met zijn paard Fein Cera de gouden medaille bij het springconcours voor teams.

## Carrière
Wylde groeide op in Medfield, een plaatsje in Massachusetts.
In 1981 won Wylde als zestienjarige de  New England Horseman’s Council’s equitation final. Een jaar later, bij de National Horse Show op Madison Square Garden, won hij de Rolex- Maclay National Equitation Championship.
In 1988 werd Wylde professioneel springruiter, en in oktober 1996 wint hij de President's Cup bij de Washington International Horse Show. Hierdoor wordt hij in 1997 en 1999 voor de USA uitgezonden naar de World Cup finale in Göteborg, Zweden. 
In 2000 verhuist Wylde naar Europa, en wint hij de World Cup finale in Mechelen. In 2001 wint hij de World Cup Grand Prix in Dortmund. Ook traint hij in Europa paarden, onder andere Sanctos die met het Britse springteam in 2012 olympisch goud haalt. Later dat jaar gaat Wylde terug naar Amerika, en neemt deel aan Amerikaanse springconcoursen.
1912: Lewenhaupt, Kilman, von Rosen ·
1920: König, von Rosen, Norling ·
1924: Thelning, Ståhle, Lundström ·
1928: Navarro, Álvarez, García ·
1936: Hasse, von Barnekow, Brandt ·
1948: Mariles, Uriza, Valdés ·
1952: White, Stewart, Llewellyn ·
1956: Winkler, Thiedemann, Lütke-Westhues ·
1960: Winkler, Thiedemann, Schockemöhle ·
1964: Schridde, Jarasinski, Winkler ·
1968: Day, Gayford, Elder ·
1972: Ligges, Wiltfang, Steenken, Winkler ·
1976: Parot, Rozier, Roguet, Roche ·
1980: Tsjoekanov, Poganovsky, Asmaje, Korolkov ·
1984: Fargis, Homfeld, Burr Howard, Smith ·
1988: Beerbaum, Brinkmann, Hafemeister, Sloothaak ·
1992: Raijmakers, Romp, Tops, Lansink ·
1996: Sloothaak, Nieberg, Kirchhoff, Beerbaum ·
2000: Beerbaum, Nieberg, Ehning, Becker ·
2004: Wylde, Ward, Madden, Kappler ·
2008: Ward, Kraut, Simpson, Madden ·
2012: Skelton, Maher, Brash, Charles ·
2016: Rozier, Staut, Bost, Leprévost ·
2020: von Eckermann, Baryard-Johnsson, Fredricson ·
2024: Maher, Charles, Brash